# Tybald V Dobry
Tybald V Dobry (ur. 1130, zm. 20 stycznia 1191 pod Akką) – hrabia Blois 1152–1191, młodszy syn Tybalda II, hrabiego Blois i Szampanii, oraz Matyldy, córki Engelberta II z Karyntii, brat królowej Francji, Adeli.
Po śmierci Tybalda II w 1152. doszło do podziału jego ziem między synów. Starszy Henryk wybrał dla siebie Szampanię, młodszemu Tybaldowi przypadły rodowe ziemie w Blois. Życie spędził głównie w stolicy swojego hrabstwa, Chartres. W 1152 został seneszalem Francji. Początkowo w opozycji do swego siostrzeńca, króla Francji Filipa II, później pogodził się z monarchą i towarzyszył mu podczas III krucjaty. Zmarł na początku 1191 podczas oblężenia Akki. Został pochowany w Pontigny.
Jego pierwszą żoną była Sybilla de Chateaurenault. Następnie w 1164 r. poślubił Alicję (lato 1151 – 1197/1198), córkę króla Francji Ludwika VII i Eleonory Akwitańskiej (córki Wilhelma X Świętego). Dzieci Tybalda i Alicji, czterej synowie i trzy córki, to:
- Tybald (zm. 1182)
- Ludwik I (1172 – 14 kwietnia 1205), hrabia Blois
- Henryk (zm. 1182)
- Filip (zm. 1202)
- Małgorzata (zm. po 1230), żona Ottona I, hrabiego Burgundii, a następnie Waltera II, pana d'Avesnes
- Izabela (1180 – 1247/1248), żona Sulpice'a z Amboise oraz Jeana de Montmirail
- Alicja, opatka w Fontevrault